# Higiene de manos
La higiene de manos o simplemente lavado de manos es el acto de lavarse las manos con agua y jabón con la intención de eliminar restos, suciedad, grasa, microorganismos u otras sustancias dañinas o no deseadas. El secado de manos es parte de la higiene de manos, ya que las manos húmedas se recontaminan con facilidad. Si no hay jabón o agua disponibles, se puede usar un gel hidroalcohólico que tenga al menos un 60% (v/v) de alcohol, a menos que las manos estén extremadamente sucias o grasientas. La higiene de manos es fundamental para evitar la propagación de enfermedades infecciosas.

## Historia

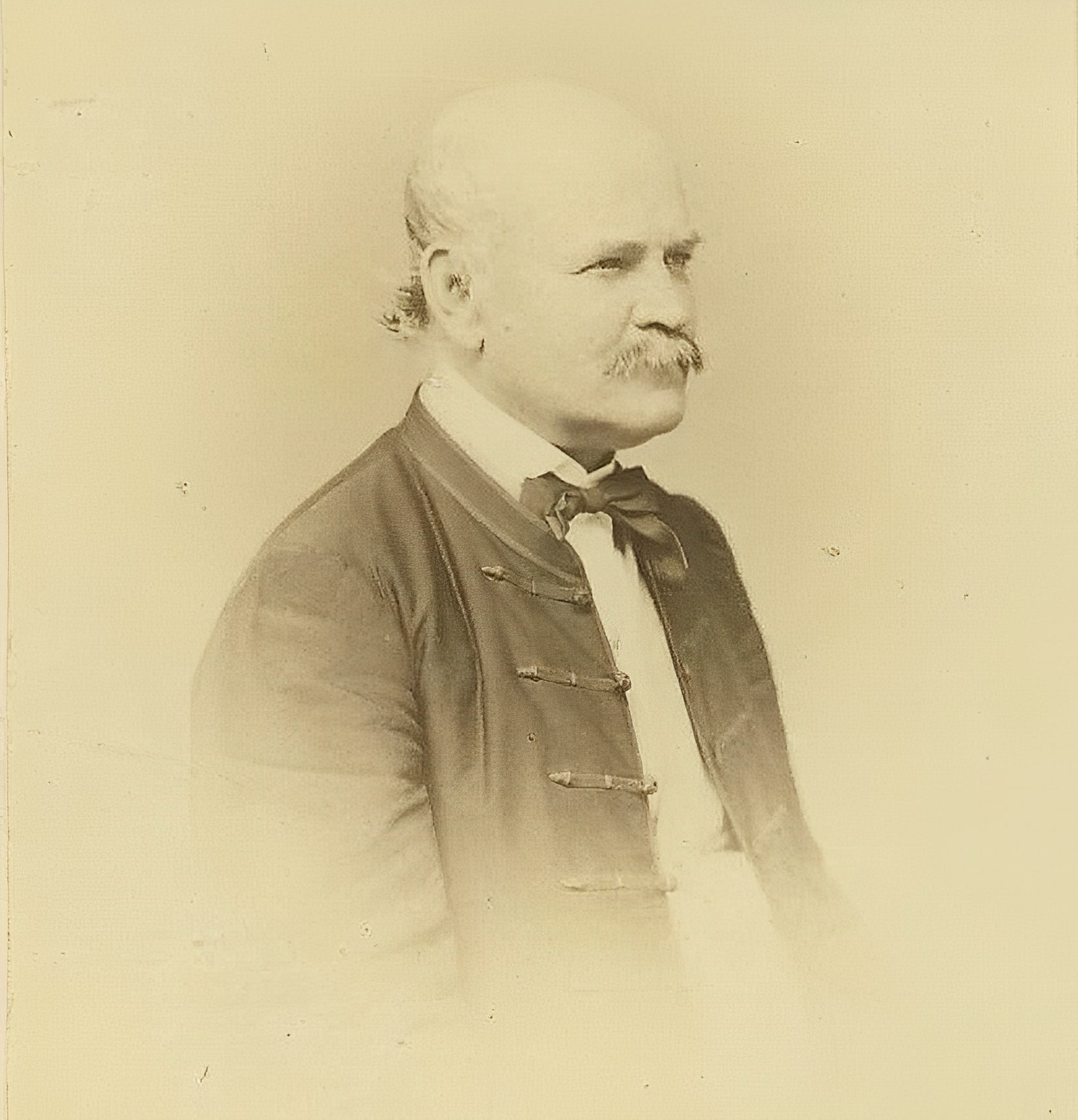
Retrato de Ignaz Semmelweis, pionero en la higiene de manos.

Se atribuye el descubrimiento de la efectividad de la higiene de manos al médico húngaro Ignaz Semmelweis, quien en 1846 implantó un sistema de lavado de manos en el Hospital General de Viena para prevenir la infección cruzada; sus hallazgos conllevaron un descenso de la mortalidad por fiebre puerperal. Años más tarde, la enfermera británica Florence Nightingale fue pionera de la higiene médica obligatoria en el hospital de campaña donde trabajaba, en plena guerra de Crimea.
La instalación de agua corriente, saneamientos y alcantarillado han sido vitales para impulsar la higiene de manos en el hogar. Antes de la extensión en las viviendas del grifo o llave, esta actividad se realizaba en otros muebles móviles como piletas, cántaros o jofainas con aliviadero, donde se vertía agua con una jarra.[cita requerida]
A pesar de estos sistemas, hay países en vías de desarrollo o en subdesarrollo donde el suministro de agua corriente no está suficientemente extendido. Según Unicef, cada año más de 300 000 niños menores de cinco años fallecen por enfermedades diarreicas o infecciosas ligadas a la falta de saneamiento, y muchas de esas muertes podrían haberse evitado mediante una higiene de manos correcta. Para concienciar a la población, la agencia de la ONU promueve desde 2009 el «Día mundial del lavado de manos».En 2020, durante la pandemia por coronavirus, la Organización Mundial de la Salud recomendó el lavado de manos constante como una de las formas de prevenir la infección. Incluso resulta mucho más eficaz en el caso de la población no infectada que el uso de guantes.

## Conceptos
Lavarse las manos con agua y jabón es una medida de higiene personal que previene la propagación de numerosas enfermedades, tanto las que se transmiten por vía fecal-oral como las infecciosas, que pueden pasarse si alguien con las manos sucias se toca cavidades como los ojos, la nariz o la boca. Los cinco momentos clave para lavarse las manos con jabón son: después de defecar; después de limpiar el trasero de un bebé; antes de alimentar a un niño; antes y después de preparar alimentos, y antes y después de comer. No menos importante también es lavarse las manos al llegar a casa. 
Si no se dispone de agua y jabón, puede usarse un gel desinfectante de manos que contenga al menos un 60% de alcohol. No obstante, los desinfectantes domésticos no tienen la misma eficacia en determinadas situaciones.
La higiene médica de manos se refiere a las prácticas de aseo relacionadas con procedimientos sanitarios. En este caso, el objetivo principal es proteger a los pacientes de agentes patógenos y productos químicos que puedan causar daños, previniendo enfermedades e infecciones relacionadas con la atención sanitaria.

## Higiene personal

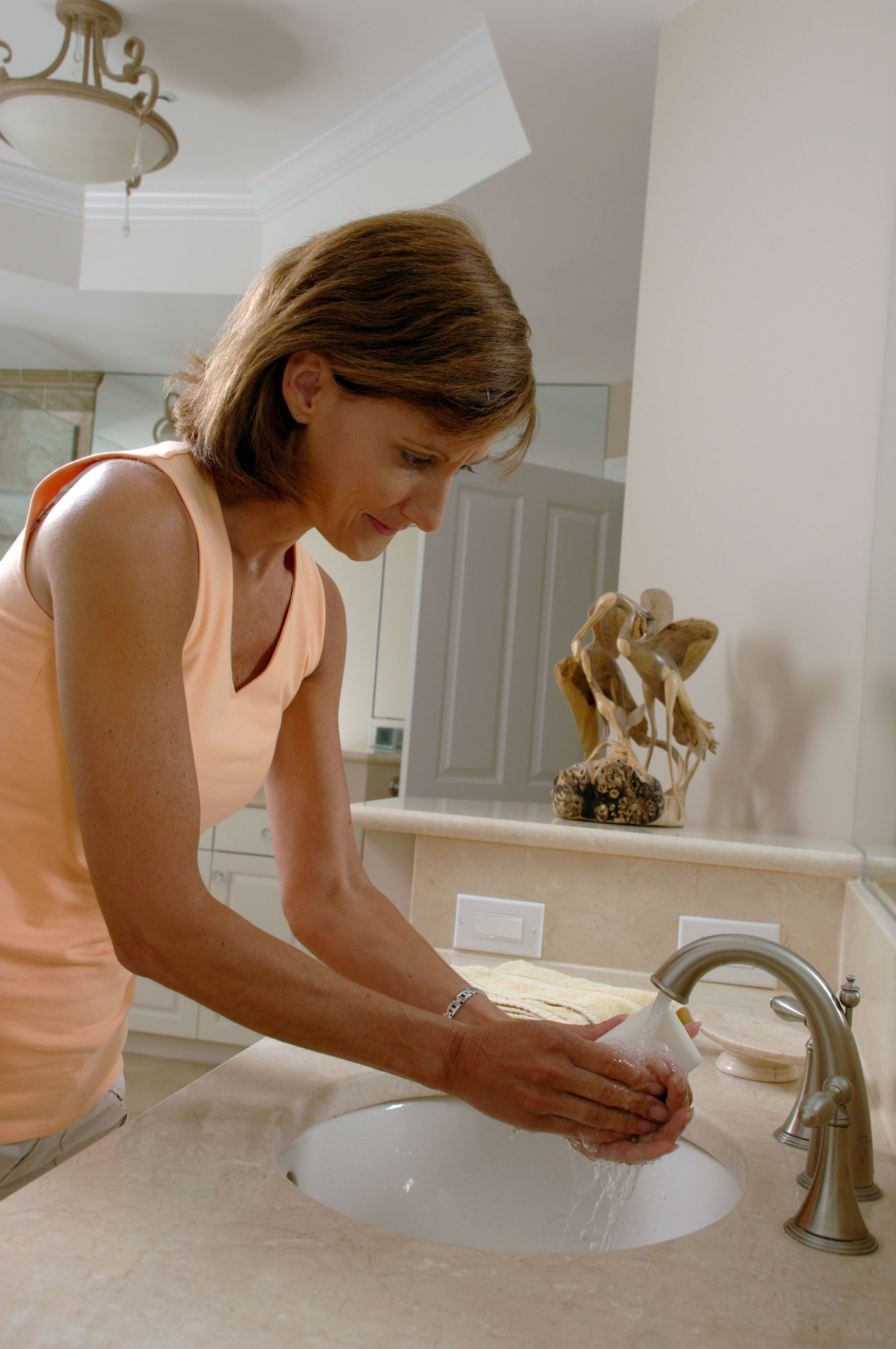
Una mujer lavándose las manos en su casa con agua y jabón.

Según Unicef, la higiene de manos con agua y jabón presenta los siguientes beneficios:
- Minimiza la expansión de enfermedades transmitidas por microorganismos.
- Previene la expansión de enfermedades transmitidas por vía fecal-oral.
- Reduce la tasa de infecciones respiratorias agudas.
- Disminuye la tasa de mortalidad infantil en los partos a domicilio.

A lo largo del siglo XX, las distintas agencias de la Organización de Naciones Unidas han hecho campañas de concienciación sobre lavarse correctamente las manos con agua y jabón, especialmente en países en vías de desarrollo y entre los menores de edad. Las enfermedades infecciosas y diarreicas causan la muerte de 3,5 millones de niños cada año, según datos de Unicef.
El lavado de manos está integrado en los programas sanitarios estratégicos para la adopción de comportamientos saludables entre la población, y que inciden en tres puntos básicos: suministro de agua potable, saneamiento ambiental e higiene general.
Es especialmente importante en cinco situaciones: después de defecar; después de limpiar el trasero de un bebé (como el cambio de pañales); antes de alimentar a un menor de edad; antes y después de preparar alimentos, y antes y después de comer. También se recomienda al tratar una cortadura o herida, después de toser o estornudar, después de tratar con animales, o después de tocar la basura.
De igual modo, el lavado de manos debe aplicarse en su justa medida, pues de forma compulsiva puede conllevar daños dermatológicos que dejen la piel más desprotegida.

### Cómo lavarse las manos correctamente

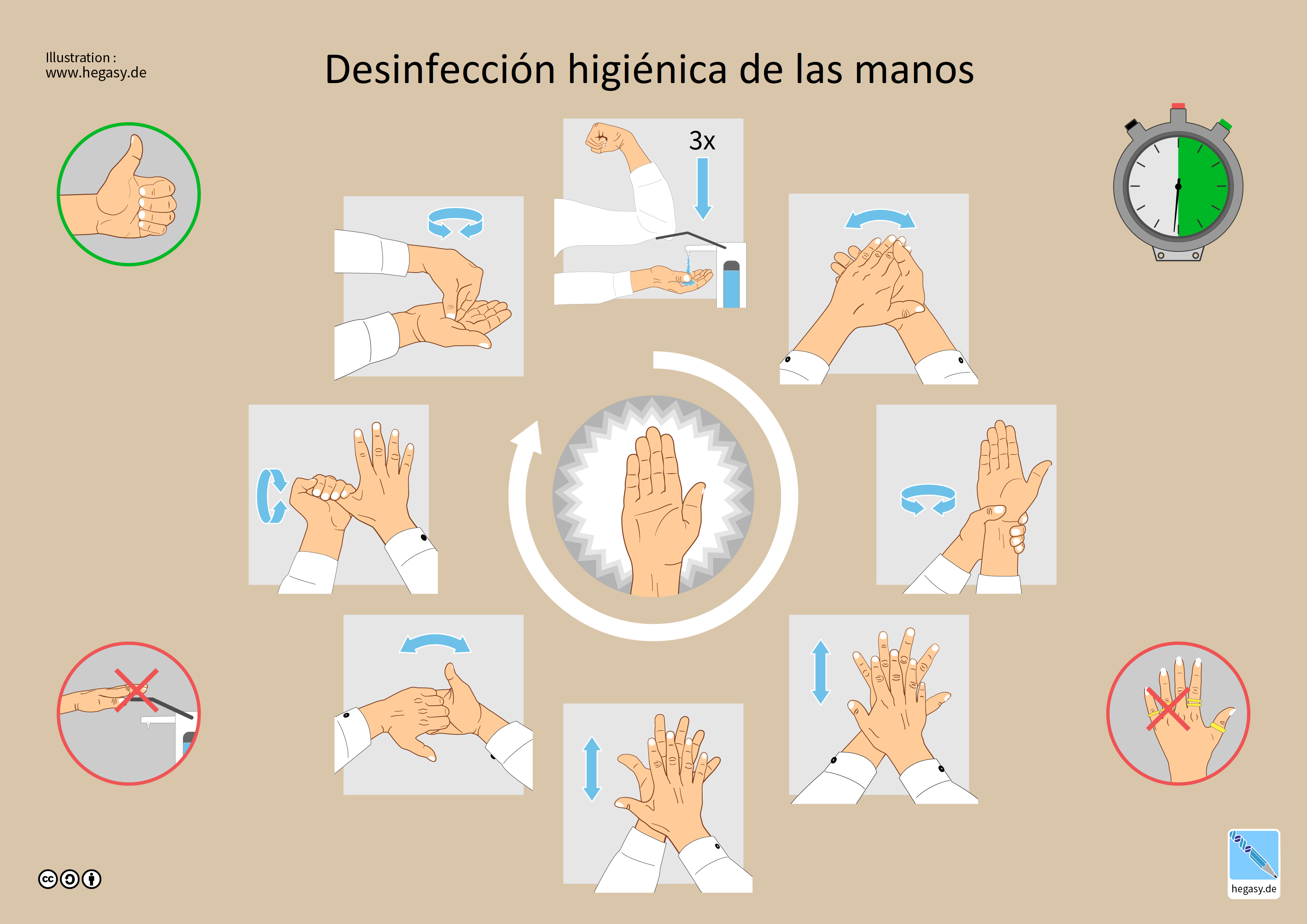
Procedimiento normalizado para el lavado de manos.

El Centro para la Prevención de Enfermedades, vinculado al Departamento de Salud de los Estados Unidos, ha elaborado una guía sobre el lavado de manos:
1. Humedecerse las manos con agua corriente, cerrar el grifo y enjabonar las manos. La cantidad de jabón debe ser suficiente para cubrir todas las superficies de ambas manos.
2. Frotarse las manos con el jabón hasta que haga espuma, incluyendo las palmas y el dorso de las manos, entre los dedos y debajo de las uñas.
3. Restregar las manos con el jabón durante al menos veinte segundos. La fricción ayuda a eliminar los gérmenes de la piel.
4. Enjuagar bien con agua corriente limpia, sin que queden restos del jabón.
5. Secar ambas manos con una toalla limpia. Las manos húmedas facilitan la circulación de gérmenes.

Al lavarse las manos conviene repasar los pulgares, la muñeca, las zonas entre los dedos y por debajo de las uñas. Del mismo modo, las uñas artificiales y el esmalte pueden contener microorganismos.

### Sustancias utilizadas
La recomendación básica para lavarse las manos es utilizar agua y jabón. Por sí sola el agua no elimina la suciedad ni los gérmenes de la piel; la erradicación de los microorganismos se ve reforzada con la adición de jabones por su solubilidad y, de hecho, es más efectivo lavárselas solo con un jabón que hacerlo solo con agua. Respecto al jabón, puede usarse tanto jabón convencional como antibacterial.
En caso de no disponer de ambos, se puede emplear un gel desinfectante para manos, por lo general de base hidroalcólica, cuyo principio activo sea el alcohol isopropílico, etílico o propílico. Los desinfectantes antisépticos, con al menos un 60% de alcohol, son eficaces para eliminar gérmenes de las manos, pero no son apropiados cuando las manos estén visiblemente sucias o grasientas. Para utilizarlo hay que aplicar el gel en la palma de una mano según la prescripción, frotarse las manos y frotarse el gel sobre toda la superficie hasta que estén secas. El gel desinfectante puede causar piel seca, salvo que se añadan emolientes a la fórmula.
En algunas comunidades subdesarrolladas sin agua corriente se ha utilizado ceniza o tierra como alternativa. Aunque la Organización Mundial de la Salud recomendó ambas opciones solamente en caso de no tener jabón, se desaconseja su uso porque su eficacia no está suficientemente probada y porque ambas sustancias podrían estar contaminadas. Al igual que el jabón, la ceniza también es un agente desinfectante porque forma una solución alcalina en contacto con el agua.

## Higiene médica
La higiene en procedimientos médicos es una práctica obligatoria y fomentada por la Organización Mundial de la Salud (OMS). Se realiza mediante la frotación vigorosa de las manos previamente enjabonadas, seguida de un aclarado con agua. Se pretende eliminar cualquier suciedad, flora transitoria —aquella que contamina la piel accidentalmente— y residente, y otros materiales que puedan contaminar al paciente, al instrumental y al equipo sanitario.
La OMS establece momentos críticos en los que el médico debe lavarse las manos:
- Antes de tocar al paciente.
- Antes de realizar una tarea limpia o aséptica.
- Después del riesgo de exposición a líquidos corporales.
- Después de tocar al paciente.
- Después del contacto con el entorno del paciente.

Es recomendable que los profesionales mantengan las uñas cortas y limpias, para evitar la rotura de guantes. Además, no deben usar anillos, relojes y pulseras durante su trabajo, porque pueden ser un reservorio de microorganismos.

### Higiene rutinaria

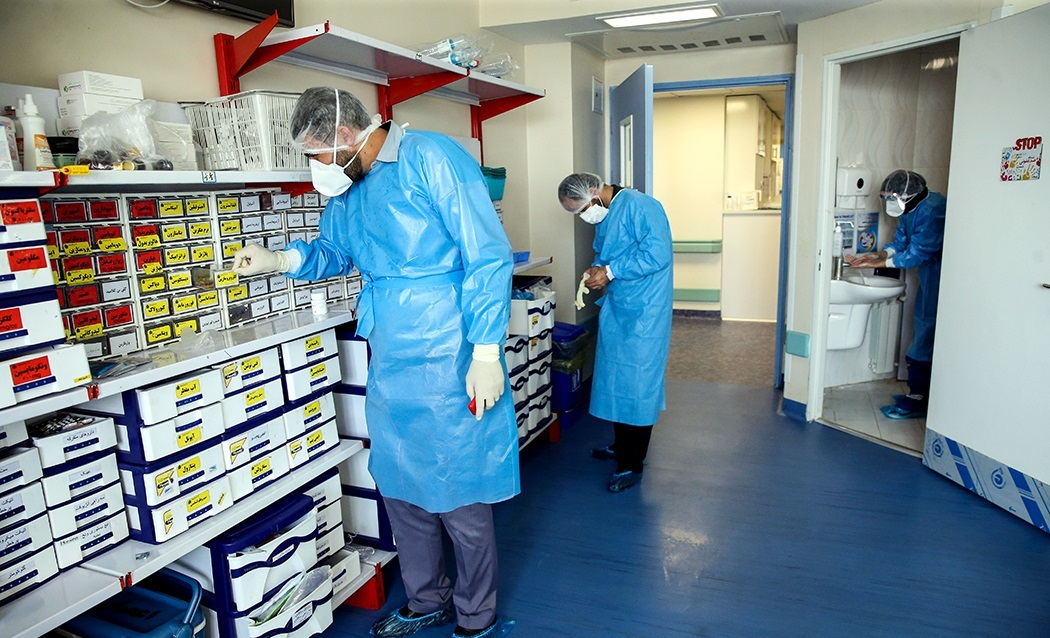
A la derecha, un médico en un hospital de Irán se lava las manos.

Utilizando jabón líquido con dosificador y una toalla de papel desechable, el médico deberá:
1. Humedecerse las manos con agua corriente y enjabonar las manos con dosificador. La cantidad de jabón debe ser suficiente para cubrir todas las superficies de ambas manos.
2. Frotarse las manos con el jabón palma con palma, sobre dorsos, espacios interdigitales y muñecas.
3. Enjuagar bien con agua corriente limpia, sin que queden restos del jabón.
4. Secar ambas manos con una toalla de papel limpia.
5. Cerrar el grifo con la toalla de papel o con el sistema de cierre instalado, sin que las manos lo toquen.

El personal deberá hacerlo antes y después del contacto con cada paciente, entre dos procedimientos del mismo paciente si hay sospecha de contaminación, después de exposición a líquidos corporales, y después de quitarse los guantes.

### Higiene especial o antiséptica
A diferencia del jabón convencional, en este caso se utiliza un jabón líquido con antiséptico, generalmente iodopovidona o clorhexidina, por su mayor eficacia para eliminar microorganismos. El procedimiento es el mismo que en la higiene rutinaria.
Debe realizarse antes de procedimientos invasivos (catéter, sonda vesical); antes de contactar con pacientes inmunocomprometidos si hay riesgo de transmisión; y antes y después del contacto con pacientes que estén infectados por microorganismos epidemiológicamente importantes.

### Higiene quirúrgica

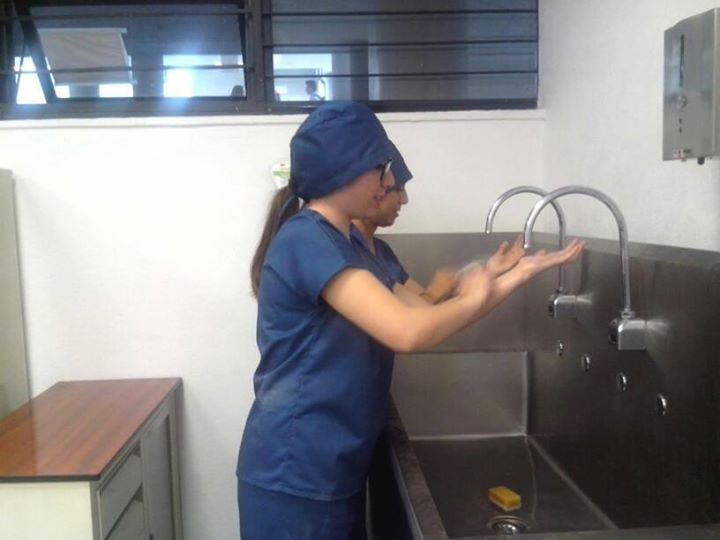
Lavado de manos quirúrgico.

En la preparación de una intervención quirúrgica se lavan las manos, muñecas y antebrazos con el propósito de eliminar al máximo tanto la flora transitoria como la residente. Se practica antes de una técnica invasiva que requiera un alto grado de asepsia quirúrgica. Del mismo modo, es necesario instalar lavabos con cierre automático (sistema de codo o pedal).
En este caso se utilizará jabón líquido con antiséptico en dispensador desechable; cepillo de uñas desechable con solución antiséptica; y toallas o compresas estériles. Durante todo el proceso hay que mantener las manos por encima de los codos. Procedimiento:
1. Abrir el grifo de agua corriente.
2. Aplicar jabón antiséptico.
3. Frotar ambas manos y muñecas para eliminar la suciedad, así como frotar las uñas con un cepillo desechable.
4. Enjuagar con abundante agua.
5. Aplicar nuevamente jabón antiséptico en manos, muñecas y antebrazos, friccionando al menos durante dos minutos.
6. Aclarar con agua abundante.
7. Secar por aplicación, sin frotar, con las toallas o compresas estériles. Se empieza por los dedos y se va bajando hasta los codos.
8. Desechar las compresas.